# چاه چهل‌نفره
چاه چهل‌نفره، روستایی از توابع بخش مرکزی شهرستان اردکان در استان یزد ایران است.

## جمعیت
این روستا در دهستان محمدیه قرار دارد و براساس سرشماری مرکز آمار ایران در سال ۱۳۸۵، جمعیت آن زیر سه خانوار بوده‌است.